# My Purple Clouds
My Purple Clouds è un EP di Darin, pubblicato il 9 dicembre 2022. Contiene, tra gli altri, i brani Can't Stay Away, Superstar e Satisfaction, già pubblicati come singoli.

## Tracce
1. Satisfaction – 3:08
2. Give You Up – 3:27
3. Can't Stay Away – 3:01
4. Memories – 2:49
5. Superstar – 3:22